# Metaaldraad (textiel)

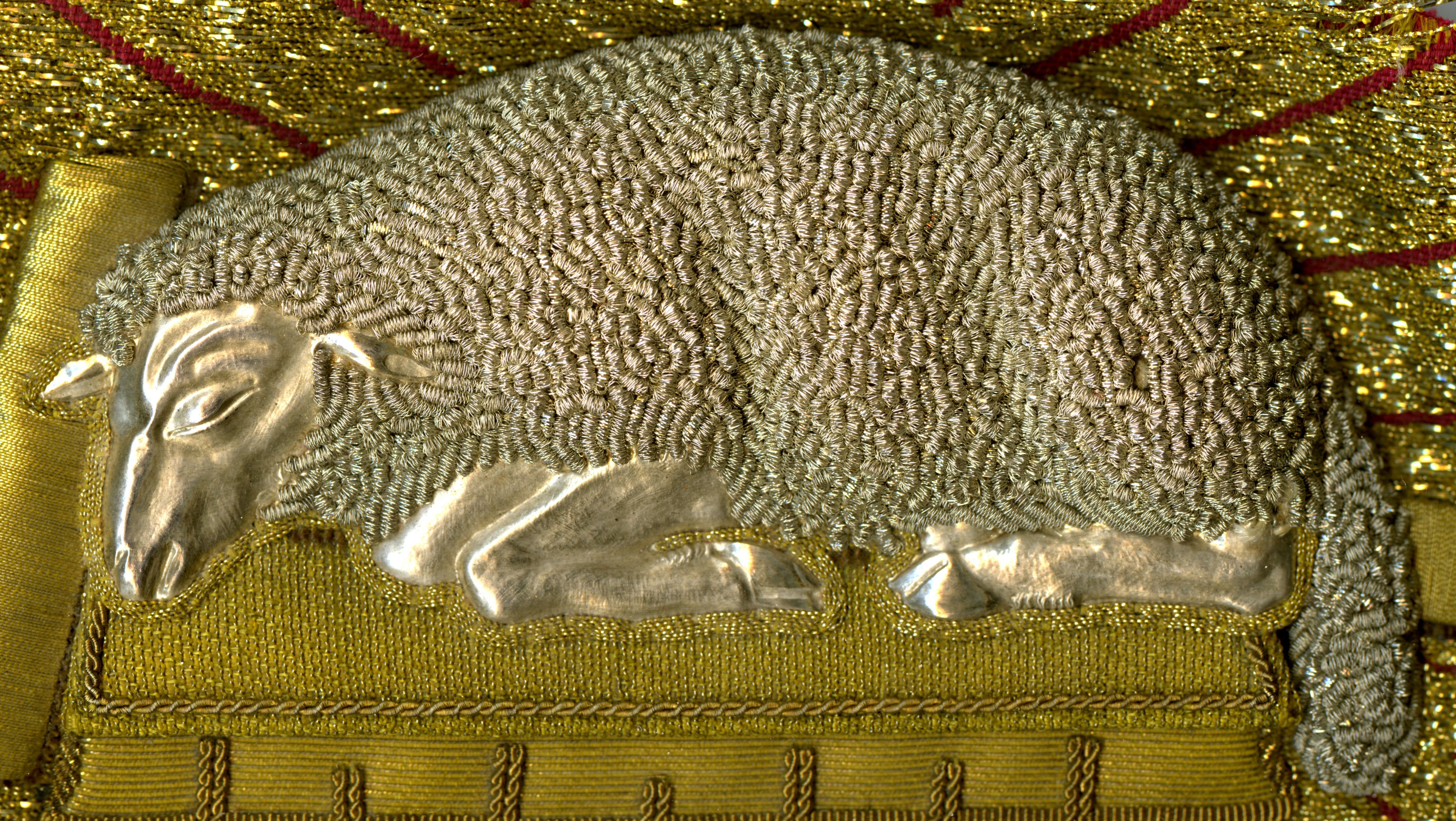
Lam, waarvan het lijf is samengesteld uit kleine stukjes zilveren cantille

Metaaldraad is de overkoepelende term voor gouddraad en zilverdraad, zoals gebruikt in weefsels en borduurwerk. Deze aanduidingen hebben betrekking op de kleur; zij worden voor draden van elke samenstelling of legering gebruikt.

## Getrokken metaaldraad
Deze draad wordt gevormd door een staafje metaal door steeds kleinere openingen te trekken. Gebruikt worden goud, zilver, koper, aluminium of legeringen van deze metalen. Indien gewenst wordt de draad verguld of verzilverd. De draad kan vervolgens meer of minder worden geplet. Sterk afgeplatte draad noemt men lamelgouddraad, resp. lamelzilverdraad, ook wel lahn.

## Filégaren

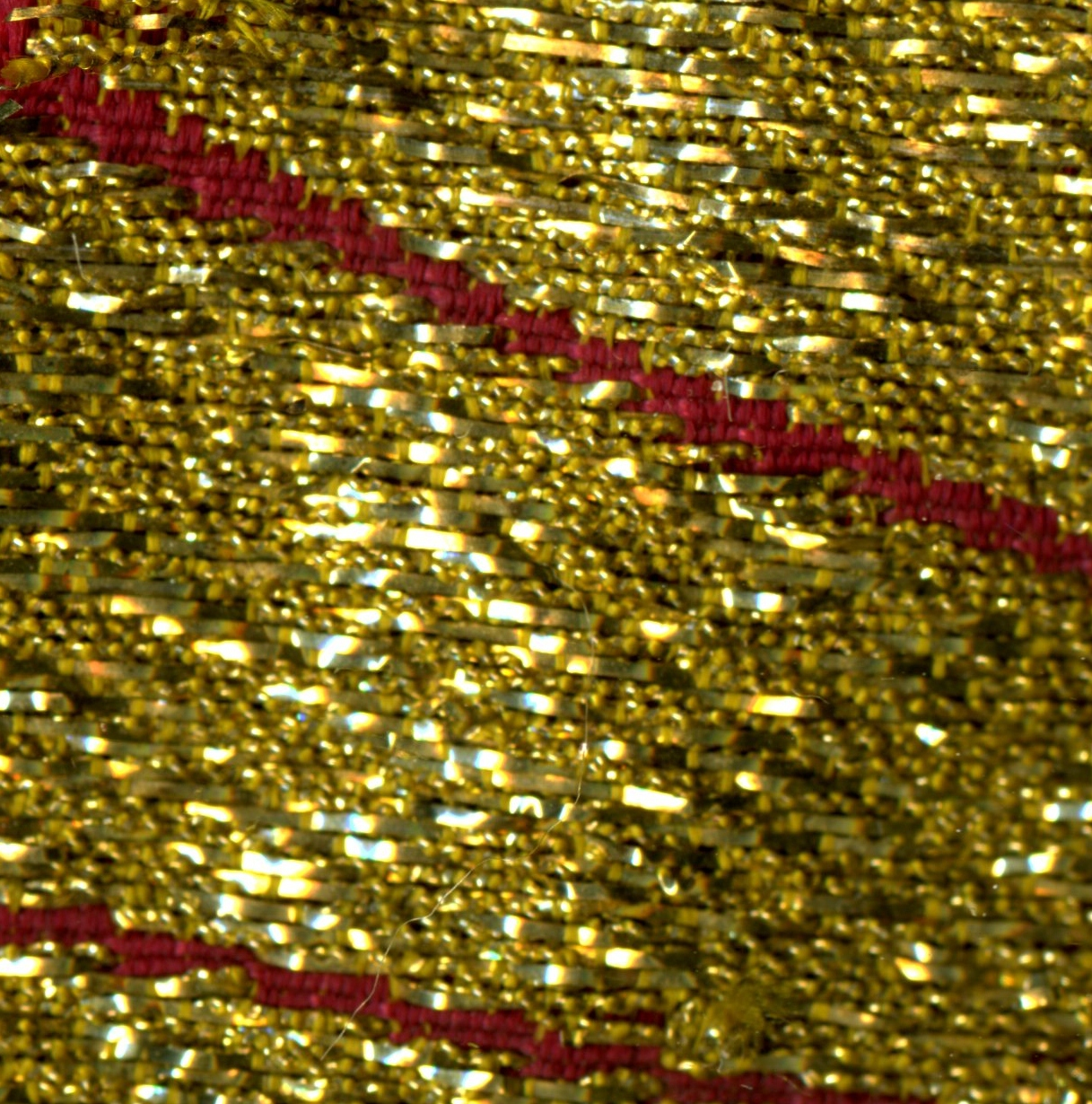
Weefsel met afwisselend lamelgouddraad en friségaren

Filégaren bestaat uit een kern van textiel, waaromheen een dun, min of meer aaneengesloten strookje is gewikkeld. Dit strookje kan gevormd zijn uit geplette metaaldraad, metaalfolie, doorschijnend dierlijk membraan, zoals leer of darm, voorzien van een metaallaagje (membraangouddraad, membraanzilverdraad) of papier met een metaallaagje (papiergouddraad, papierzilverdraad). De samenstelling en kleur van de kern kunnen verschillen. Bij gouddraad is de kerndraad meestal (oranje)geel van kleur, bij zilverdraad wit of grijs. Indien er ondégaren (getordeerd) wordt gebruikt spreekt men van friségaren. Filégaren is soepel en sterk en wordt gebruikt voor zowel weefsels als borduurwerk. Aangezien dit het meest gebruikte metaaldraad is, zijn de termen gouddraad en zilverdraad vaak synoniem aan filégaren in al zijn verschijningsvormen.
Indien de omwikkeling uit een volledig metalen stripje bestaat wordt er gesproken van Franse of Lyonse gouddraad. Er zijn drie kwaliteitscategorieën: ‘echt goud’ is verguld zilverdraad, ‘half echt goud’ is verguld koperdraad en ‘onecht goud’ is koperdraad dat aan de oppervlakte met behulp van zinkdamp tot messing is gemaakt. Hoe goedkoper de draad, hoe kwetsbaarder. Indien de vergulding niet goed is uitgevoerd, het zilver van een te laag gehalte is of het werk onder slechte omstandigheden wordt bewaard, wordt het metaal snel zwart.
Bestaat de omwikkeling uit verguld of verzilverd leer, dan spreekt men van Cypers gouddraad (‘or de Chipre’ of ‘aurum Cypreum’). Bestaat de ondergrond uit darm dan wordt het Keuls gouddraad genoemd (‘Kölnisch Gold’).  Bestaat de omwikkeling uit papier dan spreekt men van Chinees of Japans gouddraad.

## Cantille

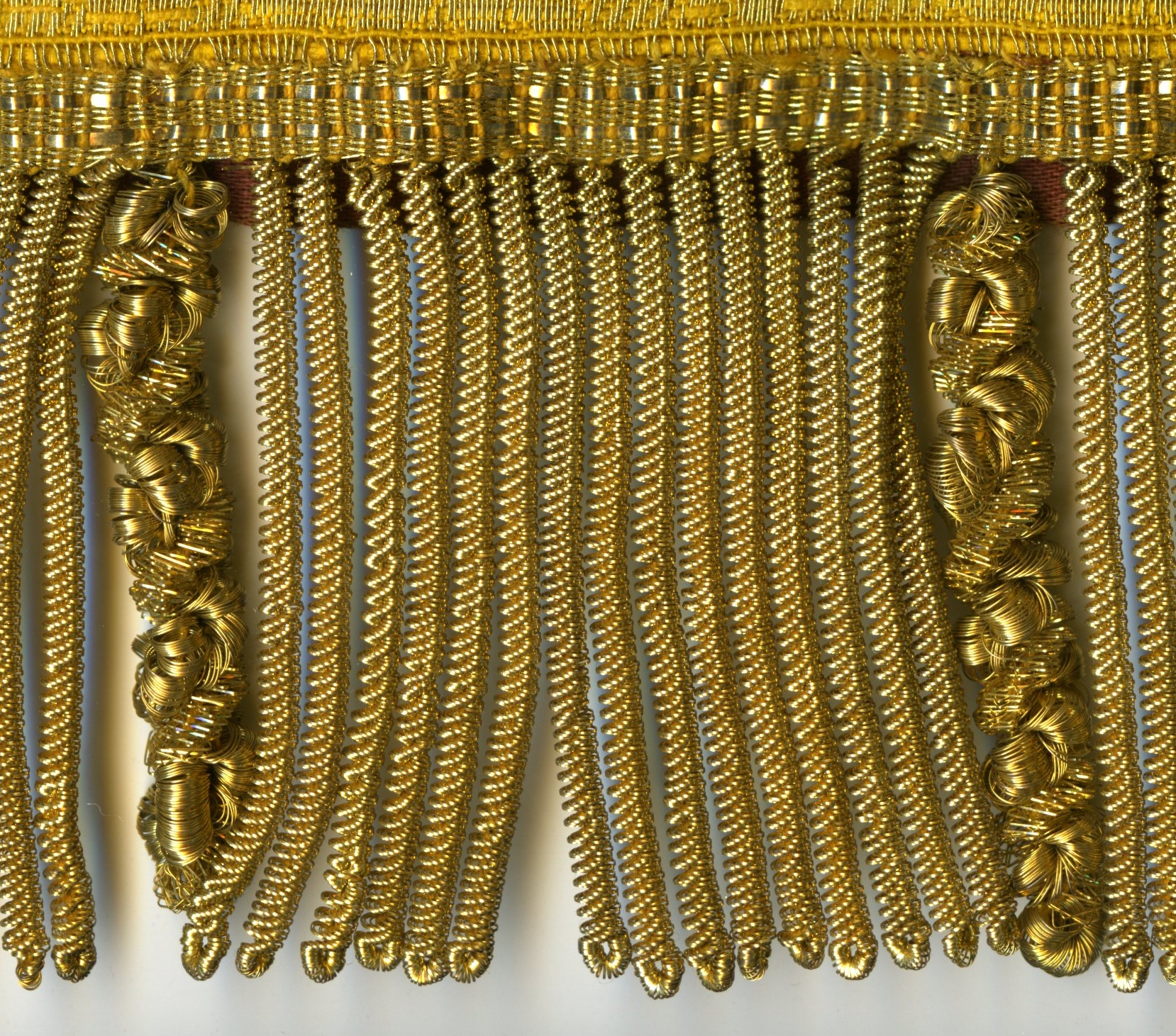
Gouden franje met cantille en torsades

Cantille, cantenille of bouillion is een fijne spiraal, gevormd van rond of plat goud- of zilverdraad. De mal waaromheen de draad wordt gewikkeld kan rond of hoekig gevormd zijn, waardoor glad of hoekig cantille ontstaat. De oppervlakte kan glanzend, mat of bewerkt zijn.
Torsades zijn samengesteld uit diverse, samengedraaide cantilles.

## Gebruik
Al deze soorten metaaldraad worden gebruikt voor zowel weefsels als voor goudborduurwerk. Lamelgouddraad- of zilverdraad wordt verwerkt in laméweefsel, in goudborduurwerk wordt het vooral gebruikt om highlights aan te brengen. Filégaren is het meest gebruikte garen, zowel voor weefsels als borduurwerk. Weefsels waarin metaaldraad wordt gebruikt zijn onder andere goudlaken en brokaat. Daarnaast wordt het veel gebruikt voor geweven aurifriezen, in het bijzonder 'Kölner Borten', en voor passementen. Cantille wordt zowel gebruikt voor borduurwerk, als franjes, kwasten, epauletten en dergelijke.